# Bactrocera rufofuscula
Bactrocera rufofuscula är en tvåvingeart som först beskrevs av Drew och Albany Hancock 1981.  Bactrocera rufofuscula ingår i släktet Bactrocera och familjen borrflugor. Inga underarter finns listade.